# Landing on a Hundred
Albums de Cody Chesnutt
Black Skin No Value
(2010)
Landing On A Hundred est le troisième album studio signé par l'artiste de RnB contemporain Cody Chesnutt. Il est sorti en octobre 2012 chez Vibration Vineyard et One Little Indian Records. L'album a été enregistré au Royal Studios de Memphis, Tennessee et au SuPow Studios de Cologne. À sa sortie, Landing On A Hundred reçoit plusieurs critiques favorables dans la presse française,.

## Titres
| No  | Titre                           | Durée |
| --- | ------------------------------- | ----- |
| 1.  | 'Til I Met Thee                 | 4:25  |
| 2.  | I've Been Life                  | 4:37  |
| 3.  | That's Still Mama               | 4:13  |
| 4.  | What Kind of Cool               | 5:06  |
| 5.  | Don't Follow Me                 | 4:10  |
| 6.  | Everybody's Brother             | 2:44  |
| 7.  | Love Is More Than a Wedding Day | 6:10  |
| 8.  | Under the Spell of the Handout  | 4:09  |
| 9.  | Don't Wanna Go the Other Way    | 3:44  |
| 10. | Chips Down                      | 6:02  |
| 11. | Where Is All The Money Going    | 2:46  |
| 12. | Scroll Call                     | 5:05  |